# Texel

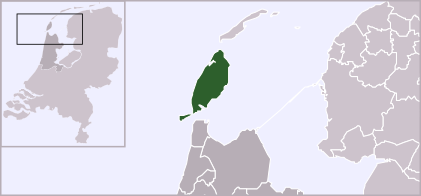
Localização de Texel nos Países Baixos.

Texel é um município dos Países Baixos e a maior das Ilhas Frísias, na província de Holanda do Norte.
Ela possui 13 617 habitantes (censo de 2007). A ilha faz parte das Ilhas Frísias Ocidentais. A cidade mais próxima é Den Helder. Ao norte da ilha, fica a Ilha Vlieland e ao sul a Frísia Ocidental. Ela é banhada pelo Mar do Norte. Seu relevo é baixo como o seu país e está sujeito a inundações. As únicas economias da ilha é a agricultura, pesca e turismo. Ela é a maior ilha das Ilhas Frísias Ocidentais, mas não é a maior dos Países Baixos. A área da Ilha Texel é de 463,28 km².